# 日本空手道修錬会
日本空手道修錬会（にほんからてどうしゅうれんかい　以下、修錬会）は、東京都豊島区に事務局を置く全日本空手道連盟錬武会の加盟団体の一つ。

## 概要
立川次郎を宗家、横尾光行を会長とし、宗家が指導する立川塾のほか、摯風塾(大貫信春/塾長)、宏池会心和塾(松山仁人/主宰)、亀の子道場(中川雅文/会長)などの支部を関東から熊本までの1都9県に展開。
修錬会そのものは全日本空手道連盟錬武会の加盟団体の一つであり、組手では防具付き空手を行う伝統派空手の団体であるが、北島道場では新空手や新極真会に参戦するほか亀の子道場にはキックボクシングクラス、心和塾には自衛隊徒手格闘があるなど、支部による他流参戦には比較的寛容な団体となっている。
正文

## 主な選手・指導者
- 嶋田知史(北島道場)－格斗打撃ｵﾙﾀﾅﾃｨﾌﾞVer.1選抜トーナメント(格斗打撃)3位、第2回全日本格斗打撃選手権 有段中量級 準優勝、第2回東京都防具付空手道選手権大会(錬武会)優勝、第18回正道会館東日本新人戦ｸﾞﾛｰﾌﾞ空手中量級(正道会館)優勝　ほか[3]